# Tour Franklin
Tour Franklin (znany także jako Tour PB3, oraz Tour PB4) – wieżowiec o przeznaczeniu biurowym, położony w dzielnicy biznesowej La Défense, w gminie Puteaux, na przedmieściach Paryża, we Francji. Wybudowany został w 1972 roku, wieżowiec ma wysokość 120 metrów i posiada 33 kondygnacje.